# Ada Bakker
Ada Bakker (8 aprile 1948) è un'ex tennista olandese.

## Carriera
Ha vinto due medaglie d'oro nel doppio e uno d'argento nel singolare alle Universiadi, nei tornei dello Slam ha raggiunto il terzo turno in tre diverse edizioni di Wimbledon in singolare mentre nel doppio si è avventurata fino ai quarti di finale degli Australian Championships 1968.
Ha fatto parte della squadra olandese di Fed Cup nel 1969 e nel 1974 vincendo un totale di cinque incontri e perdendone due.